# Короткохвостий варан
Короткохвостий варан (Varanus brevicauda) — найменший представник родини варанових.

## Опис
Сягає загальної довжини до 20 см. Тулуб та хвіст мають жовтуватий та рожево—коричнюватий колір з багатьма білими та темними плямами, черево у цього варана біле.

## Спосіб життя
Живе здебільшого під землею, іноді виходить на поверхню. Це дуже скритна тварина. Харчується комахами й рептиліями, яйцями, павуками, скорпіонами, дрібними ящірками, іноді жабами та навіть невеликими зміями.
Короткохвості варани часто риють нори. Це яйцекладні тварини. Парування відбувається у вересні та жовтні, після сплячки, та до лютого. У кладці зазвичай від 2 до 5 яєць.

## Розповсюдження
Короткохвостий варан є ендеміком Австралії. Живе у пустельних районах штатів Західна Австралія, Північній території, Квінсленду.